# Этилацетат
Этилацетат (этиловый эфир уксусной кислоты) CH3−СОО−CH2−CH3 — бесцветная летучая жидкость с резким запахом.

## Получение
Этилацетат образуется при прямом взаимодействии этанола с уксусной кислотой (реакция этерификации):
{\displaystyle {\mathsf {CH_{3}COOH+C_{2}H_{5}OH\rightarrow CH_{3}COOC_{2}H_{5}+H_{2}O}}}
Лабораторный метод получения этилацетата заключается в ацетилировании этилового спирта хлористым ацетилом или уксусным ангидридом:
{\displaystyle {\mathsf {CH_{3}COCl+C_{2}H_{5}OH\rightarrow CH_{3}COOC_{2}H_{5}+HCl}}}
К промышленным способам синтеза этилацетата относятся:
1. Перегонка смеси этилового спирта, уксусной и серной кислот.
2. Обработка этилового спирта кетеном.
3. Дегидратация этилового спирта при повышенных температурах и давлении[9].
4. Синтез по реакции Тищенко из ацетальдегида при 0-5 °C в присутствии каталитических количеств алкоголята алюминия:

{\displaystyle {\mathsf {2CH_{3}CHO\rightarrow CH_{3}COOC_{2}H_{5}}}}

## Физические свойства
Бесцветная подвижная жидкость с резким запахом эфира. Молярная масса 88,11 г/моль, температура плавления −83,6 °C, температура кипения 77,1 °C, плотность 0,9001 г/см³, n204 1,3724. Растворяется в воде 12 % (по массе), в этаноле, диэтиловом эфире, бензоле, хлороформе; образует двойные азеотропные смеси с водой (т. кип. 70,4 °C, содержание воды 8,2 % по массе), этанолом (71,8; 30,8), метанолом (62,25; 44,0), изопропанолом (75,3; 21,0), CCl4 (74,7; 57), циклогексаном (72,8; 54,0) и тройную азеотропную смесь Э.: вода: этанол (т. кип. 70,3 °C, содержание соотв. 83,2, 7,8 и 9 % по массе).

## Химические свойства
Этилацетат подвергается омылению до ацетата натрия и этанола.
{\displaystyle {\ce {CH3-COO-CH2-CH3 + NaOH -> CH3COONa + CH3-CH2-OH}}}
Так же реагирует с аммиаком с образованием ацетамида и этанола.
{\displaystyle {\ce {CH3-COO-CH2-CH3 + NH3 -> CH3-CO-NH2 + CH3-CH2-OH}}}
Поддерживает горение
{\displaystyle {\ce {CH3-COO-CH2-CH3 + 5O2 -> 4CO2 + 4H2O}}}

## Применение
Этилацетат широко используется как растворитель, из-за низкой стоимости и малой токсичности, а также приемлемого запаха. В частности, как растворитель полиуретана, нитроцеллюлозы, ацетилцеллюлозы, жиров, восков, для чистки печатных плат, в смеси со спиртом — растворитель в производстве искусственной кожи. Годовое мировое производство в 1986 году составляло 450—500 тысяч тонн, в 2014 году — около 3,5 млн тонн в год.
Один из самых популярных ядов, применяемых в энтомологических морилках для умерщвления насекомых для коллекционирования или препарирования. Но это соединение разрушает ДНК насекомых, что делает его непригодным если требуется последующее секвенирования ДНК. Тела насекомых после умерщвления в его парах гораздо мягче и податливее для препарировании, чем после умерщвления в парах хлороформа.
Обладая фруктовым запахом, применяется как компонент фруктовых эссенций. Зарегистрирован в качестве пищевой добавки E1504 (ароматизатор). Добавляется в состав водок (либо образуется при реакции содержащегося в них этилового спирта с добавляемыми уксусной кислотой или уксуснокислыми солями) для смягчения запаха и вкуса спирта.

### Лабораторное применение
Этилацетат часто используется для экстракции, а также для колоночной и тонкослойной хроматографии. Редко в качестве растворителя для проведения реакций из-за склонности к гидролизу и переэтерефикации.
Используется для получения ацетоуксусного эфира::
{\displaystyle {\mathsf {2CH_{3}COOC_{2}H_{5}\rightarrow CH_{3}COCH_{2}COOC_{2}H_{5}+C_{2}H_{5}OH}}}

## Очистка и сушка
Товарный этилацетат обычно содержит воду, спирт и уксусную кислоту. Для удаления этих примесей его промывают равным объёмом 5 % карбоната натрия, сушат хлоридом кальция и перегоняют. При более высоких требованиях к содержанию воды несколько раз (порциями) добавляют фосфорный ангидрид, фильтруют и перегоняют, защищая от влаги. С помощью молекулярного сита 4А содержание воды в этилацетате можно снизить до 0,003 %.

## Охрана труда
Предельно-допустимая концентрация этилацетата в воздухе рабочей зоны составляет 50 мг/м3 (среднесменная, за 8 часов) и 200 мг/м3 (максимально разовая). Но по данным порог восприятия запаха в группе людей (среднее значение) может достигать, например, 1120 мг/м³.
ЛД50 для крыс составляет 11,6 г/кг, показывая низкую токсичность. Пары этилацетата раздражают слизистые оболочки глаз и дыхательных путей, при действии на кожу вызывают дерматиты и экземы. ПДК в воздухе рабочей зоны 200 мг/м³. ПДК в атмосферном воздухе населенных мест 0,1 мг/м³.
Температура вспышки — 2 °C, температура самовоспламенения — 400 °C, концентрационные пределы взрыва паров в воздухе 2,1—16,8 % (по объёму).
Безопасность при транспортировке: в соответствии с ДОПОГ (ADR) класс опасности 3, код по реестру ООН 1173.